# Банс, Ларри
Лоуренс Мелвин «Ларри» Банс (англ. Lawrence Melvin "Larry" Bunce; род. 29 июля 1945 года, Такома, Вашингтон, США) — американский профессиональный баскетболист, который играл в Американской баскетбольной ассоциации, отыграв два из девяти сезонов её существования.

## Ранние годы
Ларри Банс родился 29 июля 1945 года в городе Такома (штат Вашингтон), после чего перебрался в город Риверсайд (штат Калифорния), где учился в средней школе Рамона, в которой играл за местную баскетбольную команду.

## Статистика в NCAA
| Сезон | Команда   | Conf  | Class | GP | GS | MPG | FG%  | 3P% | FT%  | RPG | APG | SPG | BPG | PPG |
| --- | --------- | ----- | ----- | -- | -- | --- | ---- | --- | ---- | --- | --- | --- | --- | --- |
| 1966/67 | Юта Стэйт |       |       | 23 |    |     | 40,7 |     | 80,0 | 5,5 |     |     |     | 9,0 |
| Всего | Всего     | Всего | Всего | 23 |    |     | 40,7 |     | 80,0 | 5,5 |     |     |     | 9,0 |
| Наведите курсор мыши на аббревиатуры в заголовке таблицы, чтобы прочесть их расшифровку Статистика приведена с сайта sports-reference.com |           |       |       |    |    |     |      |     |      |     |     |     |     |     |